# Ostrówek (Wieluń)
Pour les articles homonymes, voir Ostrówek.
Ostrówek est une localité polonaise, siège de la gmina d'Ostrówek, située dans le powiat de Wieluń en voïvodie de Łódź.